# Гиниятуллина, Люция Фаритовна
Люция Фаритовна Гиниятуллина (род. 28 апреля 1981) — российская самбистка и дзюдоистка, чемпионка России по самбо, призёр чемпионатов России по дзюдо, призёр командного чемпионата Европы по дзюдо, призёр чемпионата мира по самбо, мастер спорта России. Оставила большой спорт. С 2006 года работает спортсменом-инструктором в специализированной Излучинской ДЮСШОР в Нижневартовском районе Ханты-Мансийского автономного округа.

## Спортивные результаты
- Первенство России по дзюдо среди юниоров 1998 года — ;
- Международный турнир по дзюдо 2001 года (Минск) — ;
- Чемпионат России по дзюдо 2001 года — ;
- Чемпионат России по дзюдо 2002 года — ;
- Международный турнир по дзюдо 2002 года (Прага) — ;
- Международный турнир по дзюдо 2003 года (Прага) — ;
- Чемпионат Европы по дзюдо среди молодёжи 2003 года — ;
- Чемпионат России по самбо 2006 года — ;
- Кубок губернатора Челябинской области по дзюдо 2008 года — ;